# Études éthiopiennes
Les « études éthiopiennes » ou « études éthiopiennes et érythréennes » fait référence à un pôle universitaire multidisciplinaire destiné à la recherche sur l'Éthiopie et l'Érythrée dans le contexte culturel et historique. de la Corne de l'Afrique[citation nécessaire].

## Aperçu
Le concept classique des études éthiopiennes et érythréennes, développé par des chercheurs européens, est basé sur des disciplines telles que la philologie et la linguistique, l'histoire et l'ethnographie. Il comprend l'étude des arts éthiopiens et érythréens ainsi que de l'histoire et de la théologie de l'Église orthodoxe éthiopienne. Le noyau classique des études éthiopiennes et érythréennes est la philologie des sources écrites de la chrétien Éthiopie et Érythrée et des linguistique éthio-sémitique. Bien que cette approche soit toujours vivante et ait son rôle, les études éthiopiennes et érythréennes se sont ouvertes à un concept plus large qui tente d'éviter un parti pris en faveur de la culture chrétienne abyssinienne (Amhara, Tigrinya ; cf. Peuple Habesha). Il comprend l'étude des autres langues et cultures afro-asiatiques d'Éthiopie et d'Érythrée en plus de celles d'origine éthio-sémite ; les langues et cultures non afro-asiatiques de la nation, y compris les cultures des Nations, nationalités et régions populaires du sud de l'Éthiopie ; les confessions non chrétiennes, comprenant l'Islam en Éthiopie et l'Érythrée et les religions traditionnelles ; sciences sociales et politiques ; ainsi que des questions contemporaines telles que les études sur l'environnement et le développement.

## Institut d'études éthiopiennes
L’étude des sujets éthiopiens et érythréens a longtemps été concentrée dans les institutions universitaires européennes. Cela se voit dans des exemples tels que Enno Littmann dirigeant l'expédition allemande Aksum en Éthiopie en 1905, certains érudits italiens tels que Enrico Cerulli étaient actifs en Éthiopie. En conséquence, de nombreuses collections de manuscrits éthiopiens et d'autres documents provenant d'Éthiopie se trouvent dans les musées et bibliothèques européens.
Les études éthiopiennes ont commencé une nouvelle ère en 1963 lorsque l'Institut d'études éthiopiennes a été fondé sur le campus de l'Université Haile Selassie (qui a ensuite été rebaptisée Université d'Addis-Abeba). Le cœur de l'IES est la bibliothèque, contenant une grande variété de documents publiés et inédits sur tous types de sujets liés à l'Éthiopie et à la Corne de l'Éthiopie. Afrique.

## Conférences
Les spécialistes des études éthiopiennes et érythréennes se rassemblent à la Conférence internationale interdisciplinaire des études éthiopiennes, une série de rassemblements qui ont lieu tous les trois ans. Traditionnellement, une conférence sur trois se tient en Éthiopie. La 19e réunion s'est tenue à Varsovie, du 24 au 28 août 2015. La 20e conférence a eu lieu à Mék'élé, en Éthiopie, en 2018. Les volumes des actes sont publiés après la plupart des conférences.

## Journaux et publications
Les études éthiopiennes et érythréennes sont desservies par quelques revues et publications spécifiquement consacrées au domaine. Ceux-ci inclus :
- Journal of Ethiopian Studies (Ethiopia)
- ITYOPIS Northeast African Journal of Social Sciences and Humanities (Ethiopia)[6]
- Annales d'Éthiopie (France)
- Aethiopica: International Journal of Ethiopian and Eritrean Studies (Germany)
- Rassegna di Studi Etiopici (Italy)
- Northeast African Studies (US)
- Encyclopaedia Aethiopica (Germany)
- Journal of Oromo Studies (US) [7]
- International Journal of Ethiopian Studies (US)

## Éthiopianistes notables
- Amsalu Aklilu
- Bahru Zewde
- Getatchew Haile
- Merid Wolde Aregay
- Mesfin Woldemariam
- Ephraim Isaac
- Taddesse Tamrat
- Antoine d'Abbadie
- Lionel Bender
- Enrico Cerulli
- Marcel Cohen
- Carlo Conti Rossini
- August Dillmann
- Harold C. Fleming
- Angelo Del Boca
- Richard Hayward
- Robert Hetzron
- Olga Kapeliuk
- Wolf Leslau
- Donald N. Levine
- Enno Littmann
- Hiob Ludolf
- Thomas Lambdin
- Richard Pankhurst
- Alula Pankhurst
- Edward Ullendorff
- Lanfranco Ricci
- David Appleyard
- Haggai Erlich
- Alessandro Bausi
- Steve Kaplan